# Camillina huanta
Camillina huanta är en spindelart som beskrevs av Norman I. Platnick och Mohammad U. Shadab 1982. Camillina huanta ingår i släktet Camillina och familjen plattbuksspindlar.
Artens utbredningsområde är Peru. Inga underarter finns listade.